# مایکل تی. گود
مایکل تی. گود (به انگلیسی: Michael T. Good) فضانورد اهل کشور ایالات متحده آمریکا است که در ۱۳ اکتبر ۱۹۶۲ میلادی در پارما، اوهایو زاده شد. وی در مأموریت اس‌تی‌اس-۱۲۵، اس‌تی‌اس-۱۳۲ حضور داشته است.